# Nako Spiru
Nako Spiru właśc. Athanas Spiru (ur. 4 stycznia 1918 w Durrësie, zm. 20 listopada 1947 w Tiranie) – albański działacz komunistyczny, minister gospodarki w latach 1946–1947. 

## Życiorys
Pochodził z zamożnej rodziny kupieckiej, był synem Perikli Spiru i Kasiani z d. Pepa. Uczył się w szkole włoskojęzycznej San Giovanni Battista na Korfu. Tam też prawdopodobnie zetknął się z greckim ruchem komunistycznym. W 1937 rozpoczął studia na wydziale ekonomicznym Uniwersytetu w Turynie. W maju 1939 wyjechał do Paryża, gdzie spotkał się z Ymerem Dishnicą, związanym z Francuską Partią Komunistyczną. Po powrocie do kraju Spiru związał się z działającą w Korczy grupą komunistyczną. W styczniu 1941 został aresztowany przez policję włoską za rozrzucanie ulotek i skazany na dwa miesiące więzienia. Po utworzeniu Komunistycznej Partii Albanii (KPA), 22 listopada 1941 odbyło się zebranie założycielskie Albańskiej Młodzieży Komunistycznej (Rinia Komuniste Shqiptare, RKS), w którym wziął udział Spiru. Został wybrany sekretarzem organizacyjnym RKS, a także członkiem Komitetu Centralnego. Po śmierci Qemala Stafy w maju 1942, Spiru objął kierownictwo Albańskiej Młodzieży Komunistycznej i wszedł w skład Komitetu Centralnego Komunistycznej Partii Albanii. 21 grudnia 1942 został aresztowany przez włoską policję, ale udało mu się uciec z więzienia. W 1943 został członkiem Biura Politycznego KPA, był wtedy uważany za jednego z najbardziej zaufanych współpracowników Envera Hodży. Używał wtedy pseudonimu Deti.
W 1944 został członkiem sztabu generalnego Armii Narodowo-wyzwoleńczej, a także członkiem prezydium Antyfaszystowskiej Rady Wyzwolenia Narodowego. Po przejęciu władzy przez komunistów w 1944 jako jedyny wykształcony ekonomista w kierownictwie partii stanął na czele Państwowej Komisji Planowania, a w marcu 1946 objął tekę ministra gospodarki. W kwietniu 1947 wziął udział w negocjacjach w Belgradzie dotyczących umowy o współpracy ekonomicznej między Jugosławią, a Albanią. Mając poparcie Envera Hodży Spiru odrzucił projekt umowy, zakładającej przejęcie przez Belgrad pełnej kontroli nad gospodarką albańską. Jego postawa została uznana przez Titę jako zdradziecka, a w samej Albanii kampanię przeciwko Spiru rozpoczął Koçi Xoxe, zwolennik bliskiej współpracy obu krajów.

## Śmierć i pogrzeb
W listopadzie 1947 na posiedzeniu Komitetu Centralnego KPA Dzodze oskarżył Spiru o prowadzenie nacjonalistycznej działalności antypartyjnej. Kiedy do rezolucji potępiającej przyłączył się Enver Hodża, Spiru w pokoju, w którym mieszkał miał strzelić sobie z rewolweru w pierś. Ciężko ranny został przewieziony do szpitala, gdzie zmarł w nocy 20/21 listopada 1947 wskutek wykrwawienia. Pierwsze informacje, jakie ukazały się w prasie opisywały śmierć Spiru jako efekt wypadku, wskutek nieostrożnego obchodzenia się z bronią. Badania szczątków Spiru przeprowadzone współcześnie podważają tezę o samobójstwie z uwagi na to, że kanał wlotowy pocisku znajdował się od strony pleców.
Pogrzeb Spiru odbył się na cmentarzu Bami w Tiranie. Potem jeszcze czterokrotnie ekshumowano ciało zmarłego. W 1993 w okresie dekomunizacji trumny z ciałami wysokich funkcjonariuszy partyjnych przeniesiono z Cmentarza Męczenników Narodu na cmentarz Sharre na przedmieściach Tirany. Rodzina Spiru, która nie został poinformowana o przeniesieniu zdecydowała się na kolejną ekshumację – na cmentarz miejski w Durresie, gdzie obecnie znajduje się grób Nako Spiru.

## Pamięć
Po odsunięciu Koçi Xoxe, w 1948 Spiru został zrehabilitowany i uznany za bohatera, który przeciwstawiał się dominacji jugosłowiańskiej. W 2002 został uhonorowany przez prezydenta Alfreda Moisiu Orderem Honor Narodu (Nderi i Kombit). Order odebrała siostra Nako Spiru, Nora. W 60-tą rocznicę śmierci Spiru, jego imieniem nazwano plac w centrum Durrësu.

## Życie prywatne
W życiu prywatnym był mężem Liri Belishovy, nie miał dzieci.

## Publikacje
- 1945: Artikuj dhe fjalime (Artykuły i przemówienia)